# Industria armamentística en España

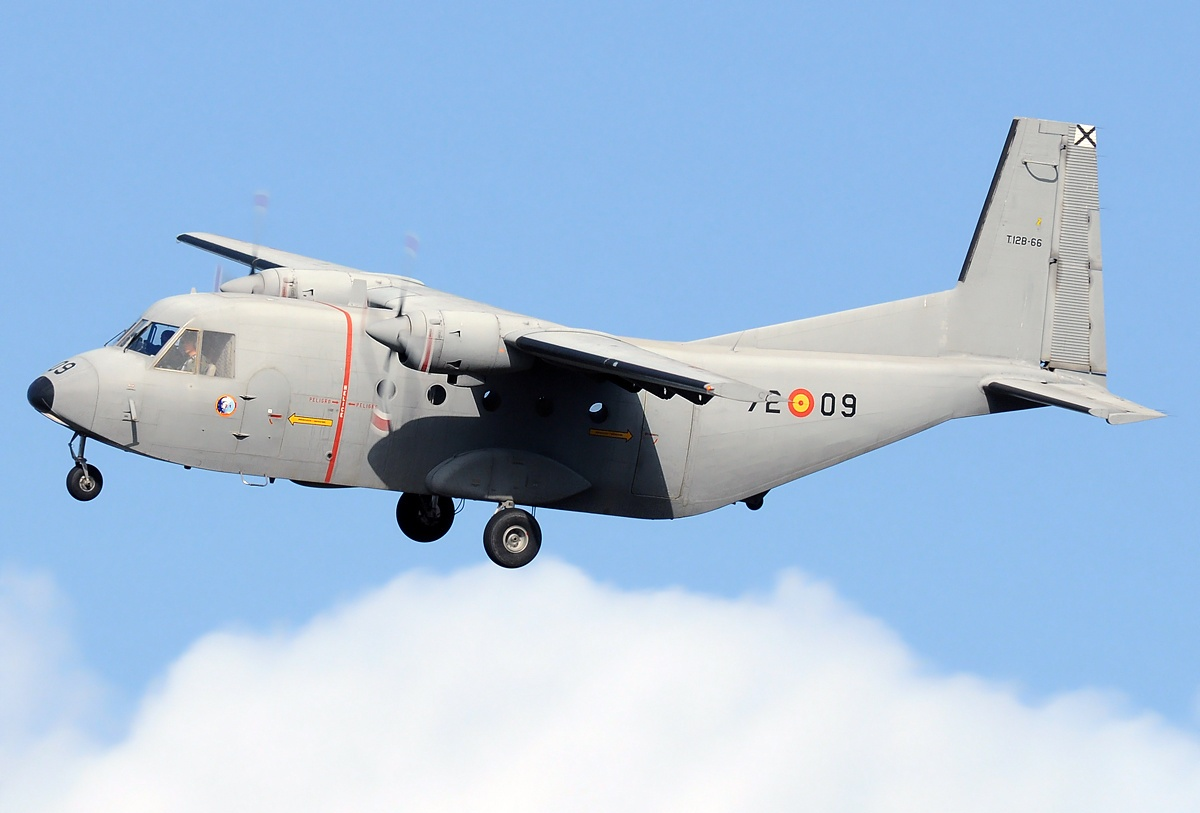
El CASA C-212 Aviocar de Airbus España es el mayor éxito en ventas de la industria aeronáutica española.

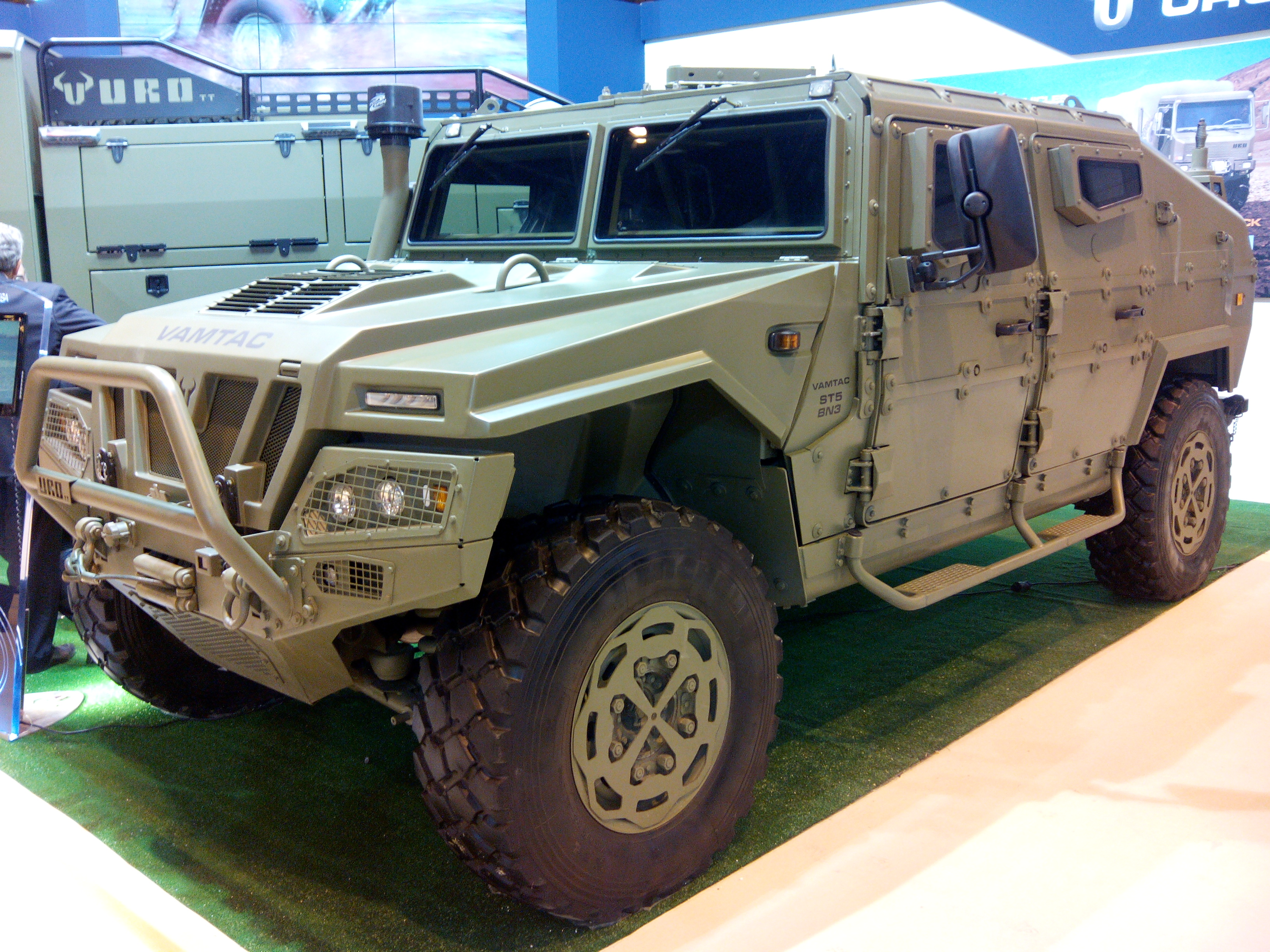
VAMTAC, desarrollado y producido por UROVESA, gama militar.

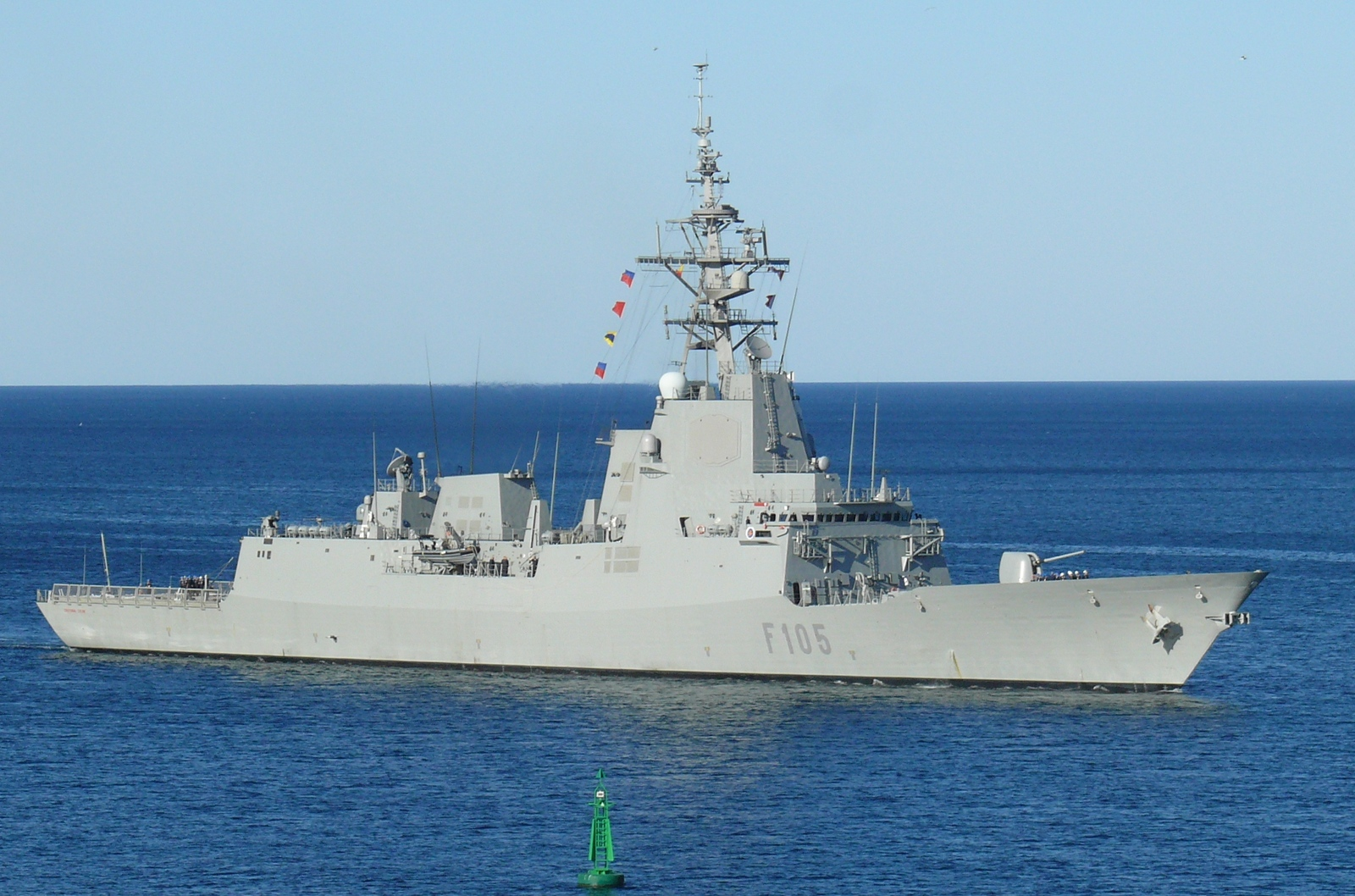
La fragata Cristóbal Colón (F-105), de la clase Álvaro de Bazán, construida por Navantia.

Submarino Isaac Peral (S-81), primero de la Clase S-80 Plus.

La industria armamentística en España está formada por más de 300 empresas con actividad en el sector de defensa, de las cuales 256 declararon algún tipo de venta de material al Ministerio de Defensa de España en el año 2020.
Entre ellas están algunas de las principales compañías españolas de los sectores aeronáutico, tecnológico o industrial, que dedican parte de su actividad a la fabricación de armamento, piezas o componentes militares. También hay empresas que prestan servicios con especificidades militares.
Tres empresas españolas (Airbus Military, Navantia e Indra) se encontraban entre las 100 mayores compañías mundiales del sector de defensa y seguridad, según los informes del SIPRI.En 2023 el 80% del sector de defensa español estaba en manos de cinco empresas.

## Exportaciones
| Año  | Valor exportaciones (millones €) |
| ---- | -------------------------------- |
| 2007 | 932,9                            |
| 2008 | 934,4                            |
| 2009 | 1.346,5                          |
| 2010 | 1.128,3                          |
| 2011 | 2.431,2                          |
| 2012 | 1.953,5                          |
| 2013 | 3.907,9                          |
| 2014 | 3.203,2                          |
| 2015 | 3.720,3                          |
| 2016 | 4.051,8                          |
| 2017 | 4.346,7                          |
| 2018 | 3.720,4                          |
| 2019 | 4.042,3                          |
| 2020 | 3.622,4                          |
| 2021 | 3.290,2                          |

## Principales mercados de exportación
| Destinatario           | Valor exportaciones 2013 (millones €) | % 2013 | Valor exportaciones 2017 (millones €) | % 2017 |
| ---------------------- | ------------------------------------- | ------ | ------------------------------------- | ------ |
| Países UE + OTAN       | 1.511,9                               | 38,7   | 3.154,7                               | 72,6O  |
| Emiratos Árabes Unidos | 717,0                                 | 18,3   | 10,4                                  |        |
| Australia              | 609,1                                 | 15,7   | 159,3                                 | 3,7    |
| Arabia Saudita         | 406,4                                 | 10,4   | 270,2                                 | 6,2    |
| Resto                  | 663,5                                 | 16,9   | 440,7                                 | 10,1   |